# Foz do Brasil
A Foz do Brasil foi uma empresa criada em 2009 e controlada pelo conglomerado econômico Odebrecht (atual Novonor) que atua na área de saneamento e tratamento de efluentes, presente em vários municípios do Brasil.
A empresa foi criada a partir da Odebrecht Engenharia Ambiental para reunir sob uma única marca todas as operações já existentes da Odebrecht no ramo de saneamento em vários municípios do Brasil, como em Limeira onde já atuava como concessionária sob o nome Águas de Limeira. Desde 1994 atua nesta cidade em parceria com a empresa francesa Ondeo onde provê água tratada e coleta de esgoto para a totalidade da população.
Além de Limeira, possui presença também nos municípios de Rio Claro, Mauá, São Paulo e Campinas (SANASA) no estado de São Paulo. Também atua em Cachoeiro de Itapemirim e em Vitória no Espírito Santo na Cesan, em Salvador na Embasa em Rio das Ostras no Rio de Janeiro e em Mossoró no Rio Grande do Norte . Nesses municípios atua como concessionária ou através de parceria público-privada junto as prefeituras.
Também atua no setor industrial através de outras empresas controladas provendo serviços de tratamento de resíduos e efluentes de grandes empresas. Possui também grandes projetos para ampliação dos serviços de coleta e tratamento de esgoto, como a ETE (Estação de tratamento de esgotos) na cidade de Mauá.
Em 2014, muda seu nome para Odebrecht Ambiental.